# Nova Glória
Nova Glória é um município brasileiro do estado de Goiás. Situado na região do Vale do São Patrício, a 185 quilômetros de Goiânia, tem uma população de 8 063 habitantes em 2021, segundo estimativas do Instituto Brasileiro de Geografia e Estatística (IBGE).

## História
Nova Glória desmembrou-se de Ceres no ano de 1980, pela lei n.º 8.842, de 10 de junho, sendo instalado em 1º de fevereiro de 1983. Teve como primeiro prefeito o Sr. Antônio da Cunha.

## Clima
Tropical semi-úmido.

## Hidrografia
Os rios que banham o município pertencem a bacia dos rios, São Patrício e das Almas, principais recursos hídricos do município. Há outros cursos d’água como os córregos: da Onça, do Cipó, do Macaco, do São Domingo, da Figueira, da Várzea Alegre, do Jatobá, da Água Branca, do Oriente, da Volta Grande, da Itapeva e do Roncador, do Mutum, da Anta, do Tajuí, da Água Branca, da Larangeira, do Boa Vista, do Pavoroso, da Plaina, da Água Verde e do Pingo que compõe a hidrografia de Nova Glória.